# الإفطار عند تيفاني (رواية قصيرة)
الإفطار عند تيفاني (بالإنجليزية: Breakfast at Tiffany's) هي رواية قصيرة كتبها ترومان كابوت ونُشرت في عام 1958. في هذه الرواية، يتذكر كاتب معاصر أيامه الأولى في مدينة نيويورك حين يتعرف على جارته الاستثنائية هولي غولايتلي، والتي تُعدّ واحدة من أشهر إبداعات كابوت.

## الحبكة
يصادق الراوي المجهول هولي غولايتلي في خريف عام 1943. يستأجر الاثنان شقة في نزل براون ستون في الجانب الشرقي الأعلى لمانهاتن. هولي فتاة ريفية تبلغ من العمر 18-19 عامًا تحولت إلى فتاة في مجتمع مقاهي نيويورك. ولذلك، فهي لا تملك وظيفة وتعيش من خلال معاشرة الرجال الأثرياء، إذ يأخذونها إلى النوادي والمطاعم ويعطونها أموالًا وهدايا باهظة الثمن؛ تأمل هولي بأن تتزوج واحدًا منهم. وفقًا لكابوت، غولايتلي ليست عاهرة بل هي «غيشا أمريكية».
تحب هولي صدم الناس بحكايات مختارة بعناية من حياتها الشخصية أو بوجهات نظرها الصريحة حول العديد من المواضيع. على مدى عام واحد، تكشف عن نفسها ببطء للراوي، الذي يجد نفسه مفتونًا تمامًا بنمط حياتها الغريب.

## الشخصيات
- الكاتب الراوي الذي لم يكشف عن اسمه: كاتب يروي ذكرياته عن هولي غولايتلي، والناس في حياتها، وعلاقته بها.
- هوليداي (هولي) غولايتلي: الجارة في الطابق السفلي، ومحور الاهتمام في مذكرات الكاتب.
- جو بيل: نادل يعرف كلًا من الكاتب وهولي.
- ماغ وايلدوود: صديق هولي وزميلها في السكن في بعض الأحيان، وشخصية بارزة، وعارض أزياء.
- راستي تراولر: رجل ثري افتراضي، مطلق ثلاث مرات، معروف في دوائر المجتمع.
- خوسيه يبارا ياغار: دبلوماسي برازيلي، صديق ماغ وايلدوود، ثم صديق هولي لاحقًا.
- دوك غولايتلي: طبيب بيطري من تكساس تزوجته هولي في سن المراهقة.
- أو. جاي. بيرمان: وكيل في هوليوود، اكتشف هولي وأعدّها لتصبح ممثلة محترفة.
- سالفاتور «سالي» توماتو: مُبتَز مُدَان، تزوره هولي أسبوعيًا في سجن سينغ سينغ.
- السيدة صفية سبانيلا: مستأجرة أخرى في براون ستون.
- السيد آي. واي. يونيوشي: مصور، يعيش في شقة استوديو في الطابق العلوي من براون ستون.

## التصور
أُطلق على هولي في المسودات المبكرة للقصة اسم كوني غوستافسون. ثم غير كابوت اسمها لاحقًا إلى هوليداي غولايتلي. يبدو أنه استند في تكوين شخصية هولي على العديد من النساء، وكل أصدقاءه أو معارفه المقربين. كان هناك العديد من الادعاءات بشأن مصدر الشخصية، أو هولي غولايتلي الحقيقية، وهو ما أطلق عليه كابوت اسم «يانصيب هولي غولايتلي»، وتضمنت الاختيارات: العضوة البارزة في المجتمع جلوريا فاندربيلت، وأونا أونيل، والكاتبة/الممثلة كارول غريس، الكاتبة مايف برينان، الكاتبة دوريس ليلي، عارضة الأزياء دوريان ليه التي لقّبها كابوت بـ«سعيدة الحظ»، وشقيقتها عارضة الأزياء سوزي باركر.
أيضًا كتب كاتب سيرة كابوت جيرالد كلارك: «نصف النساء اللائي يعرفهن... زعمن أنهن نموذج لبطلته الحمقاء». وكتب كلارك عن أوجه التشابه بين المؤلف نفسه والشخصية. هناك أيضًا أوجه تشابه بين حياة والدة هولي وكابوت، نينا كابوت. من بين السمات المشتركة بينهم أن كلتا المرأتين ولدتا في الجنوب الريفي وسُميتا بأسماء ريفية حمقاء مماثلة غيَّرتاها لاحقًا (سُميت هولي غولايتلي عند ولادتها في ولاية تكساس لولام بارنز، وسُميت نينا كابوت التي وُلدت في ولاية ألاباما ليلي ماي فولك)، تركت كلتاهما زوجاهما اللذين تزوجاهما في مراهقتهما، وتخلتا عن أقاربهما الذين كانتا تحبانهما ومسؤولتين عنهما، وقررتا الذهاب إلى نيويورك بدلًا من ذلك، وحققت كلتاهما مكانة «مجتمع المقاهي» عبر تكوين علاقات مع الرجال الأثرياء، وذلك على الرغم من أن والدة كابوت ولدت قبل عقدين من تاريخ الميلاد الخيالي الخاص بهولي غولايتلي. ورُفعت دعوى ضد كابوت بتهمة التشهير وانتهاك الخصوصية من قبل إحدى سكان مانهاتن والتي كانت تُدعى بوني غولايتلي، وادعت أنه استند إليها في تكوين شخصية هولي.
وفقًا لكاتب سيرة جوان مكراكن، فجرت مكراكن غرفة تبديل الملابس بعنف بعد أن علمت بوفاة أخيها في الحرب، بينما كانت تمثل في المسرحية الغنائية الفتاة الناضجة (1944). أفاد كاتب سيرة مكراكن بأن كابوت استوحى من هذا الحدث مشهدًا تتفاعل فيه هولي مع وفاة شقيقها في الخارج. كانت مكراكن وزوجها جاك دونفي صديقين مقربين لكابوت، وأصبح دونفي رفيق حياة كابوت بعد طلاقه من مكراكن في عام 1948. في الرواية القصيرة، تُصوّر هولي غولايتلي وهي تغني أغنيات من المسرحية الموسيقية أوكلاهوما! (التي ظهرت فيها مكراكن)، وتحمل بيدها غيتارًا ودليل البيسبول الذي حرره عم مكراكن.

## الترجمات العربية
- ترجمة: مجدي خاطر، كلمات للنشر والتوزيع، الإمارات، 2018

## وصلات خارجية
- الإفطار عند تيفاني (رواية قصيرة) على موقع الموسوعة البريطانية (الإنجليزية)

- دليل حول الإفطار عند تيفاني (بالإنجليزية)